# Militärische Lage

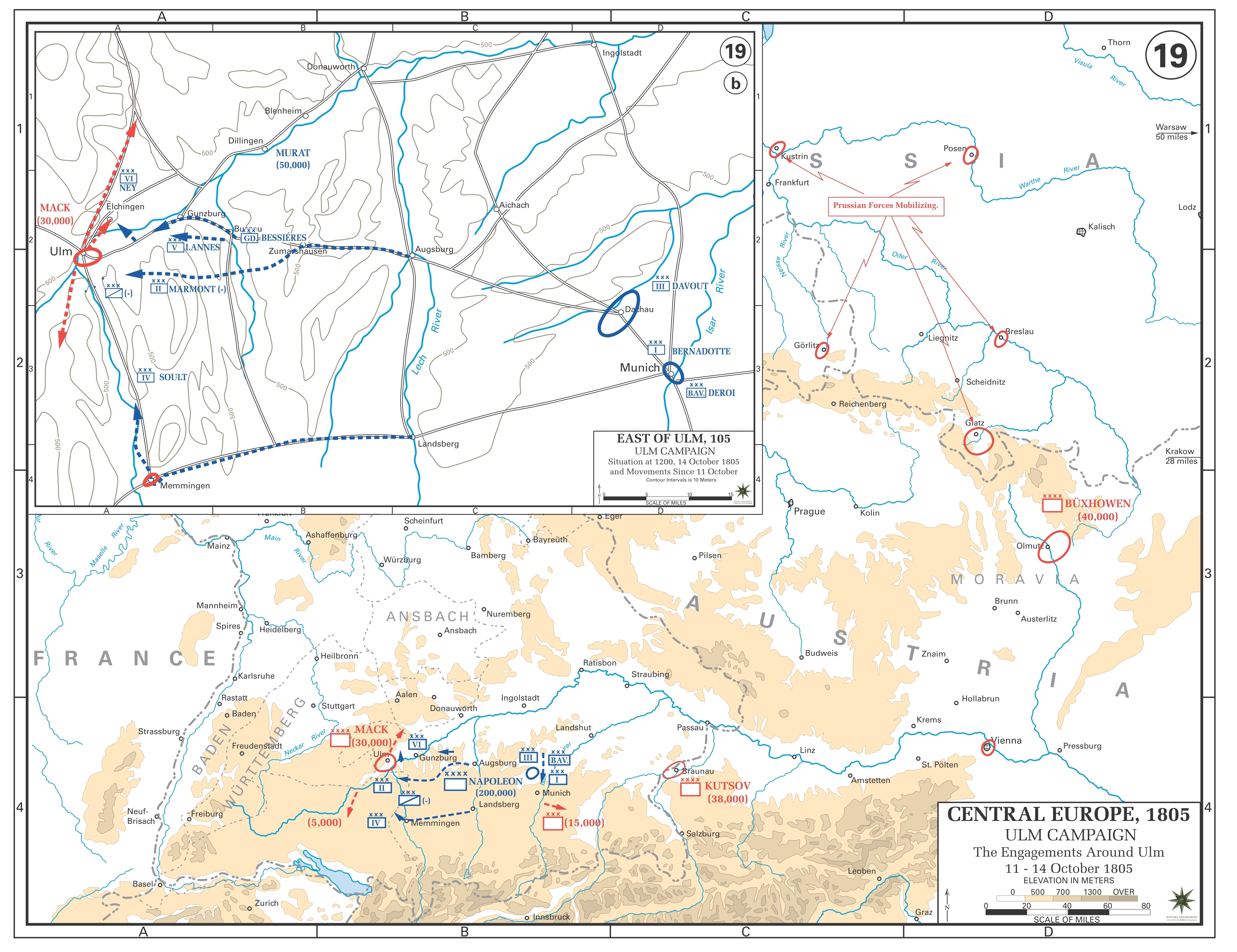
Militärische Lagefeststellung anhand von Karten

Die militärische Lage bezeichnet die Situation eines militärischen Verbandes in Bezug auf seine Umwelt. Sie ist wesentlicher Teil des Militärischen Führungsprozesses. Hierbei gilt das besondere Augenmerk der Feindlage. Dies betrifft insbesondere die Frage nach Ort, Art, Stärke, Verhalten und Absicht feindlicher Kräfte im Interessenbereich des Verbandes oder Großverbandes.
Militärisch wird im Verhältnis zum eigenen Einsatzraum die Feindlage unterteilt in die Gefechtszonen close combat als Gefechtszone unmittelbar vorwärts FLOT (Forward Line of Own Troops), bis zur Reichweite eigener Mittel besonders Artillerie definiert, und deep combat, im Gefechts- und Interessenraum der jeweils übergeordneten Führung sowie rear combat als rückwärts eigener Truppe, also im eigenen Versorgungsraum.
Die Eigene Lage bezeichnet die Frage nach Ort, Art, Stärke, Verhalten und Auftrag eigener und benachbarter Verbände im eigenen Interessenbereich sowie Vorgaben der übergeordneten Führungsebene. Siehe auch: Kriegsfront

## Lagefeststellung
Aus einzelnen Aufklärungsergebnissen erfolgt zunächst eine Lagedarstellung. In der Lagefeststellung werden diese Informationen über feindliche und eigene Kräfte zusammengefasst, ohne diese jedoch auszuwerten.

## Beurteilung der Lage
Das Schema der Lagebeurteilung wird in der Bundeswehr, aber auch bei verbündeten Streitkräften der NATO gem. STANAG zur Durchführung der Lagebeurteilung angewandt.

### Schema der Lagebeurteilung
Die Heeresdienstvorschrift „Truppenführung“ legt das Schema der Beurteilung und die Analyse wie folgt fest – nicht benötigte Punkte entfallen.
1. Auswertung des Auftrages
  - Absicht der übergeordneten Führung
  - Wesentliche Leistung
  - Auflagen für das eigene Handeln (Vorgaben, Restriktionen)
  - Grundlegende Lageänderung
  - Handlungsbedarf (nur in einer laufenden Operation)
  - Prüffragen („wie kann sichergestellt werden, dass…?“)
2. Beurteilung des Geländes und weiterer Umweltbedingungen
  - Allgemeine Charakteristik des Geländes
  - Abschnittsweise Beurteilung
  - Folgerungen für
    - das Handeln des Feindes
    - das eigene Handeln
3. Beurteilung der Feindlage
  - Handlungsmöglichkeiten
  - vermutete Absicht
  - vermutete weitere Gefechtsführung
  - Folgerungen für das eigene Handeln
4. Beurteilung der eigenen Lage
  - Kampfkraft (ggf. mittels Kampfkrafttabelle)
  - Folgerungen für
    - besondere Fähigkeiten
    - Einschränkungen der Handlungsfreiheit

  - Möglichkeiten eigenen Handelns
5. Kräftevergleich (Gesamtkräfte, ggf. auch einzelne Gruppierungen)
  - Kampfkraftvergleich
  - Gefechtswert (unter Einbeziehung von Gelände, Umwelt, Ausbildungsstand, Moral, …)
  - Folgerungen für
    - Gesetz des Handelns – Fähigkeit zur Eigeninitiative
    - Taktische Gesamtabsicht

  - Möglichkeiten eigenen Handelns (Stärken nutzen, Schwächen aufwiegen)
6. Möglichkeiten des Handelns (nach Gefechtsphasen)
  - Feststellen von gemeinsamen Elementen
  - Kampfkraftvergleich
  - Vor- und Nachteile beurteilen
  - Abwägen

## Entschluss
Der Entschluss des Kommandeurs folgt auf die Beurteilung der Lage – unter Beratung der fachlich zuständigen Stabsoffiziere – und wird im Operationsplan (auch Plan für den Einsatz) schriftlich und/oder graphisch festgehalten und in der Befehlsgebung den unterstellten Kräften übermittelt. Die Ausführung und Umsetzung wird im Rahmen eines rollierenden Regelvorganges auf geeignete Weise überwacht. Aus auftretenden „Soll“-Abweichungen leiten sich weitere Lagefeststellungen und -beurteilungen bei der Ausführung des Befehls ab.
Der Entschluss soll nach dem Schema Wer macht was, wann und wo, wie und warum formuliert werden, und findet sich dann sowohl in der Formulierung des allgemeinen Auftrags des eigenen Verbandes als auch für die unterstellten Einheiten im Einzelnen im Unterpunkt Durchführung. Die eigene Absicht mit dem Wie und deren Begründung mit dem Warum sind wesentlich für die Unterstellten, um die Absicht und das daraus von ihnen erwartete eigene Handeln im Sinne des Auftrags zu verstehen.
Die Lage bzw. das Lagebild entsteht aus den Lagemeldungen der beteiligten Einheiten und ordnet sich in die Gesamtlage der übergeordneten Führungsebenen ein.